# Sociedad acéfala
En antropología, una sociedad acéfala (del griego, "sin cabeza") es una sociedad que carece de líderes o jerarquías políticas. Tales grupos se conocen también como sociedades igualitarias o no estratificadas.[cita requerida] Típicamente son sociedades pequeñas, organizadas en bandas o tribus que toman decisiones mediante consenso en vez de nombrar jefes o reyes permanentes. La mayoría de sociedades caza-recolección son acéfalas.

## Características
Durante el siglo XX los antropólogos y etnólogos documentaron con mucho nivel de detalle sociedades acéfalas entre grupos de cazadores-recolectores. Algunas características típicas de estos grupos humanos organizados como sociedades acéfalas eran:
- Eran generalmente nómadas y, por tanto, no sedentarios.
- Usualmente vivían de la pesca y la caza, por tanto no poseían grandes infraestructuras para la producción o conservación de alimentos.
- Frecuentemente en la organización social los hombres eran preponderante en algunas labores económicas, preferentemente la caza; si bien las mujeres hacían la mayor parte del trabajo de recolección.
- El poder y el estatus se basaba ampliamente en la tradición y en obligaciones normativas, en algunos casos una especie de asamblea de ancianos tenía amplios poderos deliberativos.
- Medio de control social representado por el linaje y las costumbres.

## Ejemplos
- Los nuer de Sudán del Sur[2][3]
- Los !Kung-san o bosquimanos del África austral[4][5]
- Los kapaukus[6]
- Los huma o kuma[7]
- Los esquimales[5]
- Los shoshones[5]